# Lestandertjärnen
Lestandertjärnen är en sjö i Arjeplogs kommun i Lappland och ingår i Skellefteälvens huvudavrinningsområde. Sjön har en area på 0,0667 kvadratkilometer och ligger 487,4 meter över havet.

## Delavrinningsområde
Lestandertjärnen ingår i det delavrinningsområde (731099-160406) som SMHI kallar för Mynnar i Båtsabäcken. Medelhöjden är 494 meter över havet och ytan är 16,32 kvadratkilometer. Det finns inga avrinningsområden uppströms utan avrinningsområdet är högsta punkten. Vattendraget som avvattnar avrinningsområdet har biflödesordning 3, vilket innebär att vattnet flödar genom totalt 3 vattendrag innan det når havet efter 233 kilometer. Avrinningsområdet består mestadels av skog (83 procent). Avrinningsområdet har 0,79 kvadratkilometer vattenytor vilket ger det en sjöprocent på 4,9 procent.